# Рибнишко Село
Рибнишко Село (словен. Ribniško selo) — поселення в общині Марибор, Подравський регіон‎, Словенія.